# Asplenium pocsii
Asplenium pocsii är en svartbräkenväxtart som beskrevs av Pichi-serm. Asplenium pocsii ingår i släktet Asplenium och familjen Aspleniaceae. Inga underarter finns listade.